# Vilingili (Huvadhu-Atoll)
Vilingili, manchmal auch: Villingili, ist eine Insel des Huvadhu-Atolls im Inselstaat Malediven in der Lakkadivensee (Indischer Ozean). Sie ist Hauptinsel des Verwaltungsatolls Gaafu Alif, welches den Nordteil des Huvadhu-Atolls umfasst. 2014 hatte die Insel 2554 Bewohner.

## Geographie
Die Insel ist fast rechteckig. Sie liegt im Nordostrand des Atolls, ist etwa 1900 m lang und bis zu 700 m breit.